# Василенко, Константин Петрович
Константи́н Петро́вич Василе́нко (15 июня 1923 — 2 ноября 2001) — советский офицер, участник Великой Отечественной войны, командир взвода 102-го гвардейского стрелкового полка 35-й гвардейской Лозовской стрелковой дивизии 8-й гвардейской армии 1-го Белорусского фронта, гвардии младший лейтенант. Герой Советского Союза (24.03.1945), капитан запаса.

## Биография
Родился в 1923 году х.Киевский в Красногвардейском районе (ныне Адыгея) в крестьянской семье. По национальности русский. По окончании 8 классов школы работал в колхозе.
Призван в Красную Армию в марте 1942 года. Окончил в 1943 году Московское воздушно-десантное училище и 15 июня того же года направлен на фронт. Воевал на Западном, 3-м Украинском и 1-м Белорусском фронтах. В боях под Белгородом в июле 1943 года получил тяжёлое ранение. В 1944 году вступил в ряды КПСС.
Особо отличился младший лейтенант Василенко 1 августа 1944 года, когда со взводом первым преодолел реку Вислу в районе города Магнушев (ныне в Польше). В результате молниеносной атаки, бойцы взвода под командованием Василенко ворвались во вражеские траншеи и обратили противника в бегство. В ходе этого боя было уничтожено большое количество немецких солдат, захвачены две зенитные пушки и автомашина. Взвод Василенко героически сражался на захваченном плацдарме до подхода подкрепления.

Указом Президиума Верховного Совета СССР от 24 марта 1945 года
за образцовое выполнение боевых заданий командования на фронте борьбы с немецкими захватчиками и проявленные при этом отвагу и геройство

 гвардии младшему лейтенанту Василенко Константину Петровичу присвоено звание Героя Советского Союза с вручением ордена Ленина и медали «Золотая Звезда».
К. П. Василенко участвовал в боях на германской территории, а после войны продолжил службу в Группе советских войск в Германии. Позже служил в органах Министерства внутренних дел СССР, работая в московской милиции. С 1979 года капитан Василенко в запасе.
Жил и работал в Москве. Активно участвовал в патриотическом воспитании молодёжи. Скончался 2 ноября 2001 года.

## Награды и звания
- Звание Герой Советского Союза.Указ Президиума Верховного Совета СССР от 24 марта 1945 года:
  - Орден Ленина,[3]
  - Медаль «Золотая Звезда» № 5799.[3]
- Орден Отечественной войны I степени.Приказ 4 гвардейского стрелкового корпуса № 148/н от 10 марта 1945 года.[4]
- Орден Отечественной войны I степени.Указ Президиума Верховного Совета СССР от 11 марта 1985 года.
- Медали, в том числе:
  - Медаль «За отвагу». Приказ командира 42 гвардейской стрелковой дивизии № 021 от 8 сентября 1943 года.[5]
  - Медаль «За победу над Германией в Великой Отечественной войне 1941—1945 гг.»
  - Медаль «За взятие Берлина». (9.6.1945)
  - Юбилейная медаль «Двадцать лет Победы в Великой Отечественной войне 1941—1945 гг.»
  - Юбилейная медаль «Тридцать лет Победы в Великой Отечественной войне 1941—1945 гг.»
  - Юбилейная медаль «Сорок лет Победы в Великой Отечественной войне 1941—1945 гг.»

## Память

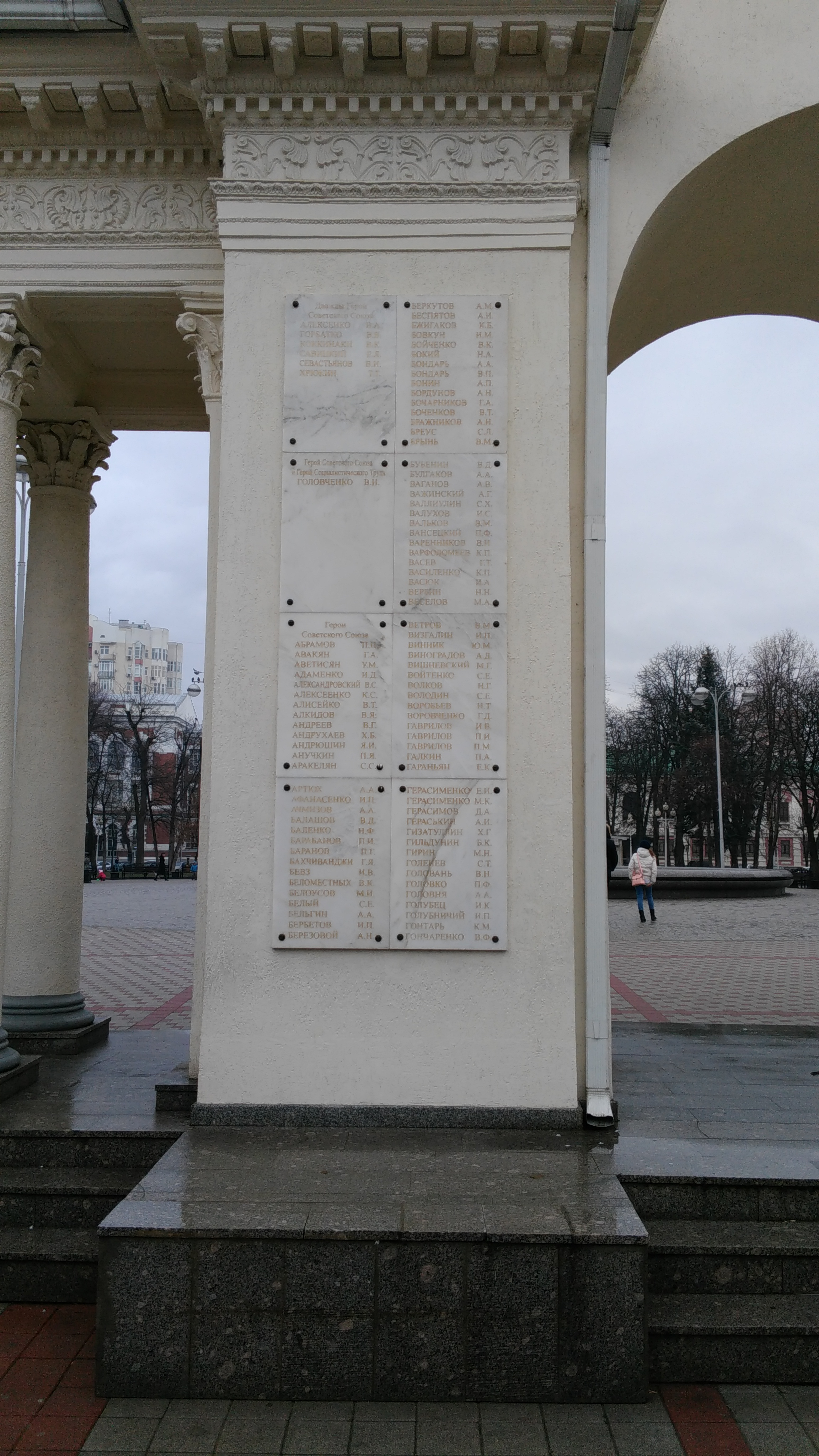
Имя Героя на мемориальной арке в Краснодаре (А-Г)

- Имя Героя увековечено на мемориальной арке в Краснодаре.
- Имя Героя высечено золотыми буквами в зале Славы Центрального музея Великой Отечественной войны в Парке Победы города Москвы.
- Похоронен в Москве на Троекуровском кладбище (участок 4).
- В Москве на доме, в котором он жил, установлена мемориальная доска.
- Увековечен на сайте МО РФ «Дорога Памяти»